# Psyllaephagus taiwanus
Psyllaephagus taiwanus är en stekelart som beskrevs av Xu 2000. Psyllaephagus taiwanus ingår i släktet Psyllaephagus och familjen sköldlussteklar.
Artens utbredningsområde är Taiwan. Inga underarter finns listade i Catalogue of Life.